# Partido Comunista Peruano
Die Partido Comunista Peruano (PCP) ist eine 1928 entstandene peruanische Partei. Sie vertritt einen marxistisch-leninistischen Standpunkt.
1928 als Sozialistische Partei Perus (spanisch Partido Socialista del Perú, kurz: PSP) gegründet, nahm sie 1930 ihren noch bis heute gültigen Namen an.

## Geschichte
Die PCP wurde am 7. Oktober 1928 als Sozialistische Partei Perus mit marxistischer, antiimperialistischer und antifeudaler Ausrichtung sowie großen Einfluss des marxistischen Theoretikers José Carlos Mariátegui gegründet. Dessen Einfluss führte dazu, dass die PSP die regionalen und nationalen Besonderheiten Lateinamerikas und Perus besonders betonte und daher einen spezifischen Weg hin zu einem sozialistischen Staatswesen betonte.

## Politische Positionen
Die PCP versteht sich selbst als Interessenvertreter der Arbeiter, Bauern, Frauen und Jugendlichen. Sie nennt die Beseitigung des Kapitalismus zugunsten des Sozialismus mit der endgültigen Beseitigung der Ausbeutung des Menschen durch den Menschen als ihr Hauptziel. Dabei stützt sie sich auf den Marxismus-Leninismus und hebt das Denken von José Carlos Mariategui besonders hervor. Sie sieht Peru unter der Herrschaft des Imperialismus stehend an und sieht als Mittel dagegen allein die Transformation hin zu einer sozialistischen Gesellschaft an. Teilziele auf dem Weg dahin sind für sie die Verteidigung und Ausweitung der demokratischen und sozialen Rechte der Volksmassen, ein stetig ansteigender Lebensstandard, das Ende aller Arten von Diskriminierung, sowie das Ende der Macht aufgrund einer politischen oder ökonomischen Vormachtstellung. Die PCP sieht ihren Kampf für ein demokratisches und sozialistisches Peru als Teil des Kampfes aller Völker der Welt für Frieden, Unabhängigkeit, sozialen Fortschritt, Sozialismus und Kommunismus an und setzt sich daher für eine als brüderlich verstandene Zusammenarbeit aller Völker ein.

## Parteiapparat

### Politische Führung der Partei
| Amtszeit    | Name                          |
| ----------- | ----------------------------- |
| 1930        | José Carlos Mariátegui        |
| 1930 – 1937 | Eudocio Ravines               |
| 1937 – 1940 | Julio Portocarrero            |
| 1940 – 1946 | Hugo Pesce Pescetto           |
| 1946 – 1948 | Jorge del Prado Chávez        |
| 1948 – 1962 | Jorge Acosta Salas            |
| 1962 – 1963 | Raúl Acosta Salas             |
| 1963 – 1991 | Jorge del Prado Chávez        |
| 1991 – 2008 | Renan Raffo Muñoz             |
| 2008 – 2017 | Roberto de la Cruz Huamán     |
| 2017 – 2018 | Flor de María Gonzales Uriola |
| seit 2018   | Luis Villanueva Carbajal      |

## Abspaltungen
Von Teilen ehemaliger Mitglieder der PCP wurden folgende Parteien gegründet und sind daher als Abspaltungen der PCP anzusehen:
- PCP – Bandera Roja (Rote Fahne) – 1964 entstandene maoistisch ausgerichtete Abspaltung, nach Ausscheiden der späteren Mitglieder der Sendero Luminoso in PCP – Marxista-Leninista (Marxisten-Leninisten) umbenannt, seit dem albanisch-chinesischen Zerwürfnis im Laufe der 70er Jahre an Albanien ausgerichtet
- PCP – Sendero Luminoso (Leuchtender Pfad) – Ende der 60er Jahre entstandene maoistisch ausgerichtete Abspaltung der PCP – Bandera Roja, mittels bewaffneten Kampfes gegen den peruanischen Staat aktiv
- PCP – Estrella Roja (Roter Stern) – 1970 entstandene Abspaltung, wandte sich gegen Wahlteilnahme der PCP